# グレゴール・ヨーゼフ・ヴェルナー
グレゴール・ヨーゼフ・ヴェルナー（独: Gregor Joseph Werner、1693年1月28日 イプス・アン・デア・ドナウ - 1766年3月3日 アイゼンシュタット）は、18世紀オーストリアの作曲家。
1728年にアイゼンシュタットのエステルハージ家の宮廷楽長に就任し、没するまで務めた。なお、ヴェルナー死去の5年前にハイドンが同副楽長に就いており、没後はハイドンが楽長職を引き継いでいる。
非常に多作で、18曲のオラトリオ、40曲のミサ曲、3曲のレクイエム、その他多くの教会音楽、多くの2台のヴァイオリンと通奏低音のためのシンフォニアやソナタ、弦楽四重奏曲をはじめとする多くの室内楽曲などを残した。現在でもレクイエムト短調、6つのフーガなどが知られている。